# Interdiction du rugby à XIII en France
 (octobre 2023).
Si vous disposez d'ouvrages ou d'articles de référence ou si vous connaissez des sites web de qualité traitant du thème abordé ici, merci de compléter l'article en donnant les références utiles à sa vérifiabilité et en les liant à la section « Notes et références ».
L'interdiction du rugby à XIII en France découle d'un décret signé par le maréchal Pétain le 19 décembre 1941 et publié au Journal officiel du 27 décembre 1941 portant dissolution des fédérations de sport professionnel parmi lesquelles la Ligue française de rugby à XIII.
Effective 17 mois après l'établissement du décret, la dissolution implique l'interdiction de la pratique du rugby à XIII, la liquidation du patrimoine et son transfert au Comité national des sports.

## Contexte

### Idéologie de Révolution nationale
Cette décision trouve son origine dans le volet sportif du projet de révolution nationale porté par le régime de Vichy qui vise à bannir le professionnalisme du sport.
Elle s'appuie sur le principe de résurrection morale de la France qui doit passer par une remise en forme physique selon la formule « Être fort pour mieux servir » ou encore « Être fort pour être utile ».
Vichy voit dans le sport professionnel une dérive vers la compétition à outrance et une spécialisation considérée comme inutile moralement et physiquement car elle ne peut qu'aboutir au spectacle et au professionnalisme.
Cette vision est inspirée par la vision de Pierre de Coubertin, chantre de l'amateurisme sportif pur et dur, et de l'officier de Marine Georges Hébert, promoteur d’une méthode d’éducation physique naturelle, l’hébertisme, opposée à la gymnastique suédoise et à la spécialisation sportive importée du monde anglo-saxon.
Derrière ces deux formules le but était de contrôler rigoureusement la jeunesse, les associations sportives et leurs fédérations respectives. C'est d'ailleurs à cette époque que les écoliers français apprennent à courir, sauter et grimper et que sont créés les CREPS et l'USSU.

### Conflit et rivalités dans les instances du rugby sur fond de crise économique
Dans les années 1930, le rugby est présent en France depuis les années 1870 et, à l'image de son évolution en Grande-Bretagne, le sport se professionnalise (paiement des joueurs, recrutement interclubs...) ouvrant la voie à des transferts sans règles et à des inégalités économiques déséquilibrant profondément les championnats.
Une majorité de clubs dénonce cette situation et font sécession en décembre 1930 en fondant l'Union française de rugby amateur refusant que leurs joueurs soient sélectionnés en équipe de France et affaiblissant le niveau de celle-ci. Cette dissidence passagère va durer jusqu'en mai 1932 et s'achèvera par une réunification accompagnée de règles lourdes et contraignantes interdisant les mutations si le club d'origine ne donnait pas son accord.
De lourdes suspensions furent prononcées contre certains joueurs n'ayant pas respecté la règle. Ce fut le cas de Jean Galia qui lança ainsi en 1934 le rugby à XIII, professionnel en France.
Durant l'intervalle, en 1931, l'équipe de France de rugby est suspendue du Tournoi des Cinq Nations pour professionnalisme tandis que les fédérations britanniques refusent toute rencontre avec la France jusqu'à nouvel ordre « étant donné que les conditions peu satisfaisantes dans lesquelles le rugby est joué en France... (et ce) jusqu'à ce qu'elles aient obtenu la certitude que le contrôle et la conduite du jeu ont été organisées sur des bases satisfaisantes ».
En parallèle de ces conflits politiques, la Fédération française de rugby voit fondre ses effectifs : le nombre de clubs affiliés passe de 784 en 1930 à 663 en 1934 puis à 558 en 1939. Cela est dû à la crise économique qui pousse de nombreux clubs à arrêter purement et simplement leur activité mais aussi à un style de jeu ultra violent qui repousse les vocations.
La Fédération de rugby à XIII partie de zéro en 1934, elle est en plein essor à grand renfort de presse et de sponsors et comprend 155 à 160 clubs en 1939 et son championnat professionnel regroupe 14 équipes.

## Mise en œuvre sous Vichy
Trois hommes au moins concourent à mettre en place cette politique dirigiste dont l'un des piliers est le bannissement du sport professionnel importé du Royaume-Uni :
- Jean Ybarnégaray : président-fondateur de la Fédération française et de la Fédération internationale de pelote basque, député et membre du PSF il est nommé ministre d'État en mai 1940 chargé de la Jeunesse et de la Famille ;
- Jean Borotra : ancien joueur de tennis international de renommée mondiale, membre du PSF, il occupe la fonction de Commissaire général au sport d'août 1940 à avril 1942 ;
- Joseph Pascot : ancien joueur de rugby et champion de France avec Perpignan il est directeur des sports sous J. Borotra puis lui succède en tant que commissaire général au Sport d'avril 1942 à juillet 1944.

Le 22 août 1940, Jean Ybarnégaray déclare : «Le sort du rugby à XIII est clair, il a vécu (et), rayé purement et simplement du sport français»
Le 17 octobre 1940, Albert Ginesty, président de la Fédération française de Rugby (rugby à XV) et Paul Voivenel, président d'honneur de la FFR et auteur en 1942 de l'ouvrage Mon beau rugby qui refuse l'existence du rugby à XIII (partie disparue lors des rééditions), militent pour l'interdiction du rugby à XIII. Un rapport est remis en ce sens à Jean Borotra, Commissaire Général à l’Éducation Générale et aux Sports de juillet 1940 à avril 1942.
D'autre part, le nouveau ministre des sports du gouvernement Laval, Joseph Pascot s'attaque au professionnalisme dans le sport, pratique importée du Royaume-Uni, au profit de l'amateurisme pur.
La pratique du Rugby à XIII est interdite le 19 décembre 1941 et les effets sont immédiats pour la Fédération :
- dissolution et perte d'avoirs tant pour les 13 clubs « professionnels » (c'est-à-dire qui dédommagent leurs joueurs) que pour les 142 à 146 clubs amateurs de la Ligue française de rugby à XIII ;
- saisie des biens immobiliers ou mobiliers de la LFR XIII et de clubs soit de 2 à 3 millions de francs de l'époque (équivalent en 2006 de 0,60 à 0,91 million d'euros). Certains pourraient avoir été partiellement captés par la Fédération française de rugby à XV.

Dans les faits, les 155 à 159 clubs visés par ce décret ne furent pas les plus atteints (ceux-ci avaient, depuis fin octobre 1940, soit arrêté toute activité sportive, soit s’étaient réinvestis dans d’autres sports voire s’étaient reconvertis dans le rugby à XV à la FFR) mais bien la Ligue française de rugby à XIII ainsi transformée en coquille vide.
Durant la même période, le tennis et la lutte durent simplement rejoindre le statut amateur, tandis qu'un délai de trois ans est accordé au football, au cyclisme, à la boxe et à la pelote basque. Ainsi des joueurs de tennis professionnels comme Henri Cochet et Robert Ramillon sont réintégrés comme amateurs et peuvent affronter les meilleurs amateurs en compétition[réf. souhaitée]. 
Vichy raya aussi de la carte sportive française d'autres fédérations amateurs uni-sport de moindre importance en les mettant sous tutelle d'une autre fédération et captation de leurs biens par celle-ci (comme le tennis de table, le jeu de paume, le badminton mises sous tutelle du tennis) mais également des fédérations amateurs multi-sports dont il saisit les biens mobiliers et immobiliers (- FSGT, - UFOLEP, - USEP). Il interdit aussi les compétitions féminines de football, de cyclisme, « nocifs pour la gent féminine », ainsi qu'un club de rugby à XV : l'US Lectoure (Gers) .
Dans le même temps, entre juin et septembre 1941, le régime de Vichy autorise la création, en France, d'une nouvelle fédération sportive : le handball, d'origine allemande (codifié entre 1917 et 1920 et dérivé d'un autre jeu allemand : le torball). Mais, fin 1944, en conformité avec l'article 3 de l'ordonnance d'Alger, la création de la FFH est annulée (après plusieurs enquêtes la FFHB ne peut naître qu'en juillet 1952).
Le coup de grâce au rugby à XIII, donné par le décret n° 5285 du 19 décembre 1941, signé par Pétain le 20 décembre 1941, applicable en janvier 1942, pourrait bien avoir son origine à Berlin et en parallèle à l'apparition de la FFH.
Le rugby à XIII fut aussi interdit, en novembre 1940, aux clubs scolaires, collégiens, lycéens ou universitaires qui le pratiquaient depuis la saison 1935-36 (de 52 ils étaient passés à 79 pour la saison 1938-39); ceux-ci n'étaient pas membres de la LFR.XIII mais étaient membres des fédérations sportives concernant le sport dans les écoles, les collèges, les lycées ou les universités; ces clubs étaient adhérents des fédérations UFOLEP (fondée en 1928), OSU (fondé en 1931, devenu l'OSSU en 1938, l'ASSU en 1962 et l'UNSS en 1975) ou bien USEP (fondée en 1939).
L'interdiction du rugby à XIII est qualifiée en 2013 par l'hebdomadaire L'Équipe magazine d'« un des plus grands scandales du sport français ».

## Après-guerre
Selon une Ordonnance du 2 octobre 1943 du Comité français de Libération nationale rendue applicable par l’ordonnance du 9 août 1944 du Gouvernement provisoire de la République française (GPRF -03.06.1944 à 30.08.1944- à Alger), les associations supprimées retrouvaient une existence juridique et légale de « plein droit » et se voyaient bénéficier d'une restitution/rétrocession des biens à tout groupement, association, fédération sportive légalement constitué et « existant au 16 juin 1940 ».
Le contrôle de l'État sur les fédérations perdure néanmoins par le biais de l'agrément des groupements et associations sportifs (établis par le régime de Vichy). Par opposition à la conception vichyste : toute forme d'étatisme, de politisation, d'embrigadement, de subvention aux mouvements confessionnels est fermement rejetée et la tutelle de l'État est strictement technique et matérielle.
Sur la base de ce texte, la Ligue française de rugby à XIII est reconstituée et en octobre 1944 relance ses championnats et coupes sous l'impulsion des anciens et nouveaux dirigeants de ses clubs. La grande majorité de ses anciens joueurs qui avaient été contraints de s'exiler dans des clubs de rugby à XV pour pratiquer le rugby sont de retour et avec le soutien de Paul Barrière retrouve une existence officielle auprès du conseil national des sports présidé par Alfred Eluère (président de la FFR) en 1946.
La Ligue française de rugby à XIII ne retrouvera toutefois pas tous ses biens mobiliers parfois attribués au rugby à XV ou à d'autres sports (tel le handball introduit en France en septembre 1941) ou tout simplement au Comité national des sports (CNS).
En juillet 1947 puis en juillet 1948, après avoir subi les brimades du régime de Vichy, ne voulant ni être mise au ban des sports français ni se suicider ou ne sachant pas faire face, la ligue dut prendre une nouvelle dénomination fixée par l'arrêté du 11 avril 1949, publié au Journal officiel du 22 avril 1949 : 
- Jeu à XIII pour sa pratique amateur (il est à noter que Jean Galia est le père, depuis mars/avril 1934, du terme jeu à treize)
- Ligue de rugby à XIII pour sa pratique semi-professionnelle ou professionnelle

## Bataille juridique
En 1985, Jacques Soppelsa, président de la Fédération française de jeu à XIII, le XIII en France lance une procédure afin de retrouver l'appellation « rugby à XIII ».
Il obtient gain de cause après une bataille juridique avec la Fédération française de rugby à XV alors présidée dans un premier temps par Albert Ferrasse (1968-1991) puis dans un deuxième temps par Bernard Lapasset (1991-2008). Le président Ferrasse déclare « Je dis simplement ceci, et c'est un avertissement gratuit : nous ne nous laisserons pas faire ! [...] je ne veux pas la guerre, mais je vous le dis, Messieurs, que s'il faut la faire, nous la ferons totale ! Et tant pis si nous abattons la Fédération de jeu à XIII ».
Le 31 mars 1989, le Conseil d'État, statuant au contentieux, rend un arrêt contre le Ministère de la Jeunesse et des Sports qui, pour sa délégation de pouvoirs aux fédérations sportives, continue à utiliser la dénomination « Fédération française de jeu à XIII » (persévérance ou erreur administrative du ministère) bien que la dite dénomination n'ait plus aucun fondement ni valeur juridique eu égard aux lois de la République.
Par un arrêt de la Cour de cassation du 4 juin 1993, la fédération peut à nouveau s'appeler « Fédération française de rugby à XIII » (FFR à XIII), à la suite de l'arrêt rendu par la Cour de Cassation qui déboute définitivement la FFR, laquelle était allée en cassation à la suite de son procès d'appel perdu deux ans plus tôt devant la Cour d'appel de Paris laquelle confirmait le jugement (29 septembre 1987) du tribunal de grande instance de Paris et dont les attendus considéraient qu'en tant qu'appellation générique, le terme « rugby » ne pouvait relever de l'exclusivité d'une seule fédération, la FFR (XV) sera condamnée aux dépens.

## Mémoire
Fondée en 1997, et animée notamment par Robert Fassolette et le Britannique Cliff Spracklen, l'association « XIII actif » se donne entre autres pour objet « d'œuvrer pour la réhabilitation historique du Rugby à XIII » et de « mettre en lumière, devant l'opinion publique, les conséquences actuelles de l'interdiction de ce sport et de sa spoliation sous le régime de Vichy afin d'en obtenir les éventuelles réparations légales et légitimes ».
Une commission indépendante de douze historiens et chercheurs (présidée par l'historien Jean-Pierre Azéma) dénommée La Politique du Sport et de l’Éducation physique en France pendant l’Occupation fut chargée, le 29 mars 2000, par Marie-George Buffet, ministre de la jeunesse et des sports, d'étudier les rémanences structurelles et juridiques des décisions prises par Vichy dans le domaine sportif.
La commission remit, en mars 2002, un rapport d'environ 190 pages, tiré à 50 exemplaires, qui consacre une page et demi au rugby à XIII. Il confirme l'influence sur le régime de Vichy de 2 à 3 dirigeants vichystes des instances nationales du rugby à XV dans l'interdiction de son concurrent.
À l'exclusion de Marie-Georges Buffet en mai 2000 (Ministre Jeunesse et Sport), nul ministre ou personnel politique d'importance n'a depuis des dizaines d'années assisté à une finale treiziste (championnat ou coupe lord Derby). Par ailleurs, aucun membre des Équipes de France de Rugby à XIII (excepté Puig-Aubert) n'a été, en raison de la contribution apportée à la communauté nationale à travers son sport, fait titulaire de la Légion d'Honneur.

## Médiatisation
C'est paradoxalement dans le monde treiziste anglophone que cet épisode tragique pour le rugby à XIII  a le plus de « popularité » ; ce, surtout depuis que l'écrivain britannique Mike Rylance a consacré un livre sur le sujet en anglais et en français, Le rugby interdit : L'histoire occultée du rugby à XIII en France en 2006,,. Les médias anglophones traitent régulièrement le sujet, demandant régulièrement que l'état français ou la FFR rendent des comptes à ce sujet. En revanche depuis les années 2000, les instances fédérales treizistes françaises semblent mettre au second plan cet épisode — un phénomène qui trouve son illustration lors de la conférence de presse annonçant l'organisation par la France de la coupe du monde de 2025 ; le journaliste australien Steve Mascord demandant alors si le soutien affiché de l’État au projet était une forme de compensation aux dommages subis par le rugby à XIII du fait de son bannissement par le régime de Vichy. Le président Lacoste lui répliqua en substance « qu'il ne fallait pas regarder dans le rétroviseur. »[réf. souhaitée].